# Charles Weinberger

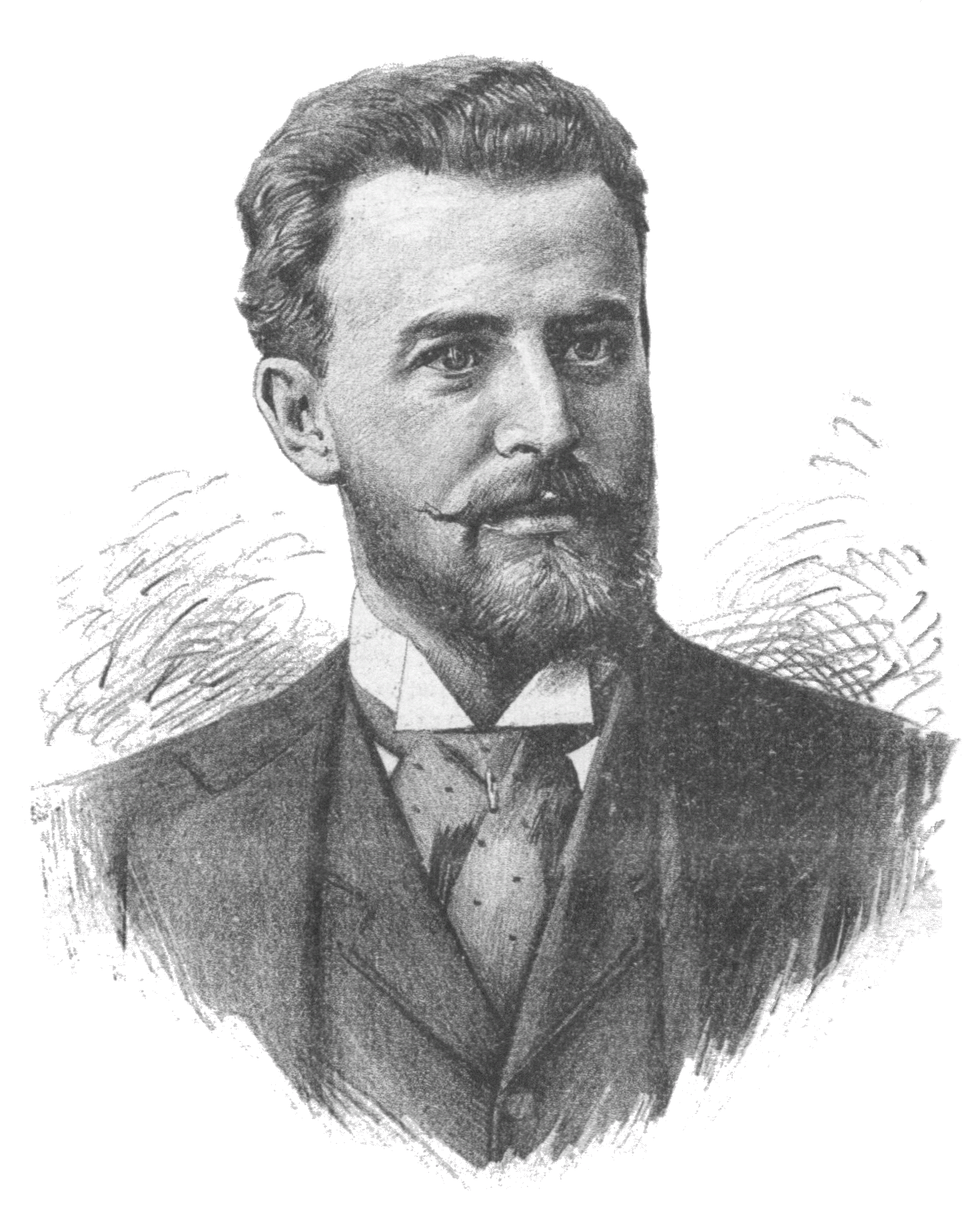
Charles Weinberger
(Der Humorist vom 1. April 1895)

Karl Rudolf Michael „Charles“ Weinberger (auch Carl Weinberger genannt; * 3. April 1861 in Wien; † 1. November 1939 ebenda) war ein österreichischer Operettenkomponist.

## Leben
Er war das uneheliche Kind der Opernsängerin Helene Weinberger (* 2. März 1839 in Wien, † 5. Dezember 1898 in Abbazia; ab 1883 Ehefrau des Schriftstellers Hugo Wittmann, 1839–1923). Sie war nach ihrem Engagement am Hofburgtheater erfolgreiche Offenbach-Sängerin am Carltheater.
Weinberger war von 1922 bis 1925 Präsident des Österreichischen Komponistenbundes, als dieser in schwierigster Zeit beide Vorsitzende Heinrich Reinhardt und Carl Michael Ziehrer verlor. 

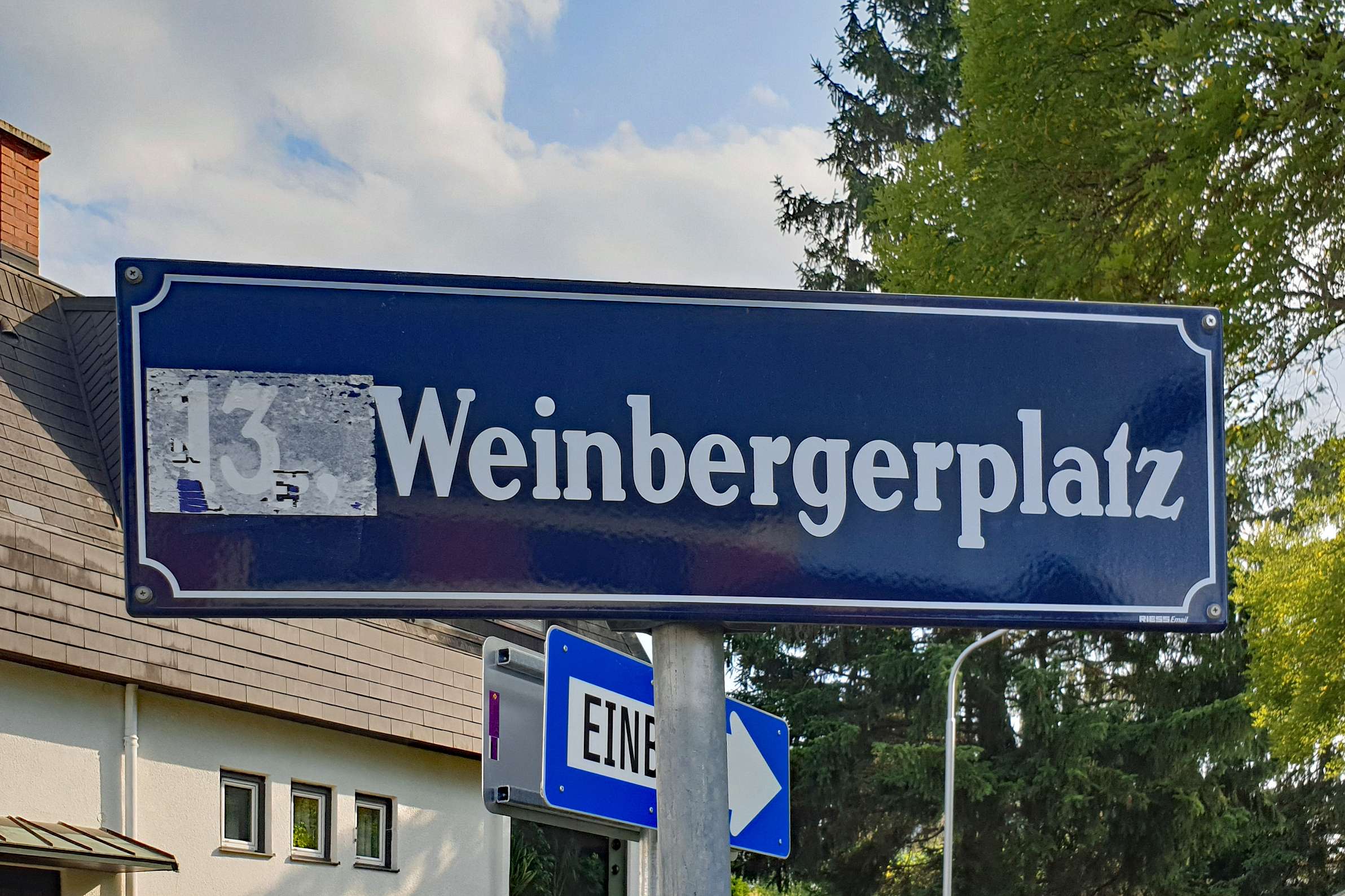
Straßenschild Weinbergerplatz

Seine Grabstätte befindet sich auf dem Evangelischen Friedhof Matzleinsdorf (Gruppe Mauer links, Nummer 134). 1955 wurde der Weinbergerplatz in Wien-Hietzing nach ihm benannt.

## Werke

### Operetten
- Pagenstreiche, 1888
- Der Adjutant. Singspiel in 1 Act (Libretto: A. Ruprecht), Uraufführung 13. Juli 1889 in der Sommerarena Baden[4]
- Die Ulanen, 1891
- Lachende Erben, 1892 Carltheater
- Der Schmetterling, 1896
- Die Karlsschülerin
- Adam und Eva, 1899
- Das gewisse Etwas, 1902, Libretto von Victor Léon, Carltheater
- Die romantische Frau, 1910
- Der Frechling, 1913

### Oper
- Das Sonnenkind, 1929